# Bèuluec (Alt Loira)
Beaulieu és un municipi francès, situat a la regió d'Alvèrnia-Roine-Alps, al departament de l'Alt Loira.